# エボニーのカメラ製品一覧
エボニーのカメラ製品一覧は日本の木製大判カメラメーカーエボニーの製品一覧である。

## 120フィルム使用カメラ
レンズはリンホフボードに取り付けられたものを使用する。フィルムバックはグラフレックス規格のホルダーを使用する。
- GP69F
- SV23
- SW23
- 23S
- フィネス（Finesse ）

## 4×5inシートフィルム使用カメラ
レンズはリンホフボードに取り付けられたものを使用する。フィルムバックは国際式、縦横差し替え式。「縮小カメラバック45/69」を介してグラフレックス規格のホルダーも使用できる。
- ワイド4×5（1981年11月発売） - フィールド用に携行性を重視して設計されたハンディータイプビューカメラ。木製部分は黒檀製、金属部分はステンレス製。広角用凹ボードで焦点距離47mmから、通常の平ボードで焦点距離65mmから135mmのレンズが使用できる。前枠ライズ55mm、フォール15mm、シフト左右各55mm、センターティルト前後各20度、スイング左右各45度、繰り出し104mm。後枠ティルト前後各12度、スイング左右各5度、引き出し22mm。カメラバックはカメラ本体上部には水準器が設けられ、高いカメラ位置でも水準器が見えるよう鏡がついている。左手側にハンドベルトがつき手持ち撮影にも対応する。重量1370g。
- SV45Ti（1986年12月発売） - 木製部分はマホガニー製、金属部分はステンレス製。前枠ライズ42mm、フォール30mm、シフト左右各32mm、ベースティルト上90度下30度、センターティルト各20度、スイング左右各20度。後枠ライズ45mm、シフト左右各58mm、ベースティルト上90度下30度、センターティルト各20度、スイング左右各20度。ベッドダウン30度。フランジバックは標準蛇腹または万能蛇腹で55-540mm、袋蛇腹で55-230mm。重量2100g。
- ニューワイド45（1988年3月発売） - 携帯性を重視した広角レンズ専用カメラ。木製部分は黒檀製、金属部分はチタン製。前枠ライズ55mm、フォール23mm、シフト左右各38mm、センターティルト上下各20度、スイング左右各45度。後枠センターティルト上下各12度、スイング左右各5度。フランジバックは65-148mm。重量1500g。
- SV45TE（1989年4月発売） - SV45Tiの木製部分を黒檀製、金属部分をチタン製に変更したもの。重量2700g。
- ニュー45S（1990年7月発売） -前枠ライズ50mm、フォール25mm、シフト左右各38mm、センターティルト上下各20度、スイング左右各45度。後枠ライズ50mm、シフト左右60mm、センターティルト上下各20度、スイング左右各20度。フランジバックは65-275mm。重量2100g。
- SW45（1990年10月発売） - 広角専用カメラで、焦点距離47mmのレンズを平ボードで使用できる。
- SV45U（1996年11月発売） - 木製部分は黒檀製、金属部分はチタン製。広角用凹ボードで焦点距離47mmから使用可能。テレタイプなら焦点距離800mmまでのレンズが使用可能。前枠ライズ42mm、フォール20mm、シフト左右各32mm、ベースティルト上90度下30度、センターティルト各30度、スイング左右各20度。後枠ライズ45mm、ベースティルト上30度下90度、センターティルト各20度、スイング左右各20度。ベッドダウン30度。重量2700g。
- SV45U2
- 45SU
- RW45

## 5×7inシートフィルム使用カメラ
レンズはジナーボードに取り付けられたものを使用する。
- SV57（1990年3月発売） - SV45Tiをベースに設計されている。
- SV57E
- SV57U

## 8×10inシートフィルム使用カメラ
レンズはジナーボードに取り付けられたものを使用する。
- SV810（1990年3月発売） - SV45Tiをベースに設計されている。前枠ライズ80mm、フォール30mm。後枠ライズ80mm。それ以外のアオリ性能はSV45Tiに準じる。
- SV810E
- SV810U
- SW810E
- SW810U